# Alexander von Frankenberg und Ludwigsdorf
Karl Friedrich Alexander von Frankenberg und Ludwigsdorf (* 21. September 1855 in Krefeld; † 30. August 1921 in Baden-Baden) war ein preußischer Generalleutnant.

## Leben
Er stammt aus dem schlesischen Uradelsgeschlecht Frankenberg und war der älteste Sohn des Alexander von Frankenberg und Proschlitz (1815–1873). Nach dem Schulbesuch schlug er die preußische Militärlaufbahn ein und wurde bis zum Generalleutnant befördert. Er war Ehrenritter des Johanniterordens. Verheiratet war er seit 1881 mit Dorothea Greve (* 1858).